# 孟学农
孟学农（1949年8月—），男，山东蓬莱人，中华人民共和国政治人物。毕业于中国人民大学马列主义专业，工学硕士。是中共第十六、十七、十八届中央委员。曾任第十二届全国政协常务委员会委员、全国政协社会和法制委员会主任。曾在2003年1月当选北京市市长，三个月后，因处理SARS事件不力，引咎辞职。2007年9月，出任山西省省長；一年后，又因襄汾尾矿库溃坝事故，再度引咎辞职。

## 经历

### 早年经历
1968年高中毕业后的孟学农，没有像当时多数同龄人一样“上山下乡”，而是进入了北京第二汽车制造厂当工人。
1972年7月，孟学农成为中国共产党党员，还担任了该厂共青团委书记。而后，他又被北京团市委看中，于1970年代末期曾调入共青团北京市委工交部工作，开始了从政之路。此后，历任北京汽车工业公司办公室干部，中共浙江省委组织部干部、省委办公厅秘书，北京汽车工业总公司团委副书记、书记，共青团北京市委副书记，北京市饭店联合公司总经理、党委书记，北京市工商行政管理局局长、党组书记等职。在北京市政府任职期间，孟学农得到当时中共北京市委书记陈希同的赏识，并后来获得提拔。
1993年2月，44岁的孟学农在北京市人大第十届一次会议上当选为副市长。此后，一直在中共北京市委、市政府担任要职；也并没有因为陈希同的倒台而失势。他在陈希同、尉健行、贾庆林三任市委书记手下，历任中共北京市委政法委副书记、市委常委、市委副书记，北京市副市长。他还曾在1998年5月至1999年12月间，担任全国人大澳门特别行政区筹委会的委员。

### “短命”市长
2003年1月，孟学农在北京市第十二届人民代表大会第一次會議第四次全体会议上，接替已经出任市委书记的刘淇担任北京市市长一职，晋升正部级。然而外界评论，在中共北京市委，孟学农明显属于“弱势”市长，缺乏支持。 在接任市长职务前一个多月，他才由市委常委升为市委副书记。而其手下八名副市长中，竟然没有一位市委的常委。这注定了在中共北京市委常委会上，孟学农的意见很难得到广泛支持。
2003年初，SARS疫情已经“悄然”入京；新任市长孟学农没有如实向外界透露疫情的发展状况。不久，北京的一名退休军医蒋彦永透过海外媒体，揭露了北京市SARS疫情的真实状况，世界为之哗然。中国政府的诚信度开始受到外界质疑。由于蒋彦永提供的情况，与早前孟学农以及时任卫生部部长张文康的言论大相径庭。为了挽回政府的形象，中共中央决定，以處理SARS危機不當为由，免去了孟学农和张文康的党内职务。而后，仅担任北京市市长三个月的孟学农，不得不“主动”辞去了市长职务。新市长之职由他的连襟，时任海南省委书记的王岐山接任。半年后，孟学农被宣布出任国务院南水北调办公室副主任一职，但依然保留了正部级的待遇。
在出任北京市市长时，孟学农53岁，被媒体视为中国政坛的“明日之星”。在当选后的记者会上，孟学农不讳言自己与胡锦涛的渊源；表示，他曾在胡锦涛直接领导下的共青团工作。虽然经过二十年，很多具体的事情已经淡忘了，但是他说，胡锦涛“公道正派、不徇私情”给他留下很深刻的印象。

### 东山再起
在南水北调办公室副主任职位上被“搁置”了四年的孟学农，终能东山再起。在四年之后，2007年8月30日，中共中央宣布任命孟学农为中共山西省委副书记；9月3日，获提名出任山西省副省长、代省长。2008年1月22日，山西省十一届人民代表大会第一次会议上，孟学农正式出任山西省省长。
2008年9月8日，山西襄汾县新塔矿业有限公司的尾矿库发生溃坝事故；宽约600米，长约3公里泥石流将下游的一个农贸集市和两个村子的部分房子冲垮，造成了重大人员伤亡事故。9月14日，上任仅8个月的孟学农再次引咎辞职；同时，中共中央宣布免去了孟学农山西省委副书记、常委、委员的职务。

### 二度复出
2010年1月25日，中国媒体通过官方新闻稿发现，孟学农的新职务是中共中央直属机关工作委员会副书记。新华社在1月24日发表的一篇有关“中共中央直属机关党的工作会议”的新闻稿中透露，该会议是由中直机关工委副书记孟学农主持的。 2012年8月21日，官方媒体再次披露，孟学农已经升任中直机关工委常务副书记、并兼任中直党校校长。2013年3月，64岁的孟学农当选第十二届全国政协常委、社会和法制委员会主任。2018年3月退休。

## 家族
- 妻子姚明端，是中共元老姚依林的女兒。[8]
- 連襟是中华人民共和国副主席、前中共中央政治局常委王岐山（妻子的妹妹姚明珊的丈夫）[9]